# H. Brothers
H. Brothers war ein US-amerikanischer Hersteller von Fahrzeugen.

## Unternehmensgeschichte
Das Unternehmen begann im 19. Jahrhundert in Chicago in Illinois mit der Fabrikation von Kutschen. Zwischen 1902 und 1904 stellte es in Zusammenarbeit mit der Northwestern Furniture Company erstmals Automobile her. 1908 entstanden Automobile, die auf eigene Rechnung vertrieben wurden. Der Markenname lautete H-B, gelegentlich auch H.B. geschrieben. Nach 1908 fertigte das Unternehmen Fahrzeugteile.
Es ist nicht bekannt, wann es aufgelöst wurde.

## Fahrzeuge
Das einzige Modell war ein Highwheeler. Ein luftgekühlter Zweizylindermotor mit 10 PS Leistung trieb über ein Friktionsgetriebe die Hinterachse an. Das Fahrgestell hatte 193 cm Radstand. Eine Abbildung zeigt einen offenen Runabout mit zwei Sitzen und Verdeck. Der Neupreis betrug 500 US-Dollar.